# Lollius virescens
Lollius virescens är en insektsart som beskrevs av William Lucas Distant 1917. Lollius virescens ingår i släktet Lollius och familjen sköldstritar. Inga underarter finns listade i Catalogue of Life.